# 自己接種
自己接種(英: autoinoculation)とは人体から取り除いた細胞を医学的な処置を加え、再び同じ人体に摂取すること。
体内で認められている感染症が拡散する過程も自己接種と呼ばれる。疣や伝染性軟属腫はこの方法で拡散することができる。